# Пам'ятки Миколаєва (Львівська область)
У місті Миколаїв Львівської області нараховується 13 пам'яток історії.

## Пам'ятки історії
| #  | назва | датування              | адреса                           | охоронний номер | Номер і дата рішення             |
| -- | --- | ---------------------- | -------------------------------- | --------------- | -------------------------------- |
| 1  | Меморіальна дошка на відзначення страйку селян-батраків під керівництвом Коваль Катерини (мем. табл., 1966)                  | 1929 р.                | с.Берездівці, на будинку клубу   | 529             | Рішення № 183, 05.05.1972        |
| 2  | 2 братські могили радянських воїнів (пам., 1955, мармурова крихта)                                                           | 1944—1945 рр.          | м.Миколаїв, біля кладовища       | 522             | Рішення № 183, 05.05.1972        |
| 3  | Могила Михайла Палідовича-Карпатського., члена ОУН. (пам., ск. В. Сколоздра, 1994, мармурова крихта)                         | 1914—1944 р.           | м.Миколаїв, міське кладовище     | 1598            | Розпорядження № 528, 19.07.1995  |
| 4  | Братська могила радянських воїнів (пам., 1959, мармурова крихта)                                                             | липень-серпень 1944 р. | смт Розділ, у сквері             | 523             | Рішення № 183, 05.05.1972        |
| 5  | Пам'ятник на честь скасування панщини (1990, вапняк)                                                                         | 1848 р.                | с. Бродки                        | 1599            | Розпорядження № 528, 19.07.1995  |
| 6  | Пам'ятник на честь скасування панщини (1848, вапняк)                                                                         | 1848 р.                | с. Вербіж, на початку села       | 1600            | Розпорядження № 528, 19.07.1995  |
| 7  | Пам'ятник на честь скасування панщини (1990, вапняк)                                                                         | 1848 р.                | с. Верин                         | 1601            | Розпорядження № 528, 19.07.1995  |
| 8  | Пам'ятник на честь скасування панщини (1848, вапняк)                                                                         | 1848 р.                | с. Демня                         | 1602            | Розпорядження № 528, 19.07.1995  |
| 9  | Пам'ятник на честь Незалежності (ск. О. і Р. Харкаві, 1991, метал, мармурова крихта)                                         |                        | м. Миколаїв, майдан Незалежності | 1603            | Розпорядження № 528, 19.07.1995  |
| 10 | Пам'ятник воїнам УПА (на честь 50-річчя УПА) (ск. М. Посікіра, Л. Яремчук, арх. В. Каменщик, 1993, бронза, мармурова крихта) |                        | м. Новий Розділ                  | 1604            | Розпорядження № 528, 19.07.1995  |
| 11 | Пам'ятник борцям за волю України (ск. Я. Скакун, арх. В. Сколоздра, 1995, пісковик, бронза)                                  |                        | с. Розвадів                      | 1605            | Розпорядження № 1039, 06.10.1997 |
| 12 | Пам'ятник українським січовим стрільцям (ск. П. Дзиндра, арх. О. Ярема, 1990, камінь)                                        | 1918—1920 рр.          | с. Рудники                       | 1606            | Рішення № 249, 21.05.1991        |
| 13 | Приміщення колишніх касарень (казарм) Вишколу УСС                                                                            | 1915—1918 рр.          | с. Розвадів                      | 1607            | Розпорядження № 3 09.01.2001     |

## Пам'ятки монументального мистецтва
| #  | назва | датування | адреса                     | охоронний номер | Номер і дата рішення             |
| -- | --- | --------- | -------------------------- | --------------- | -------------------------------- |
| 1  | Пам'ятник Франку І. Я., українському письменнику і вченому (ск. І. Самотос, арх. В. Каменщик, 1996, бронза, мармурова крихта)           |           | с. Березина                | 1608            | Розпорядження № 1039, 06.10.1997 |
| 2  | Пам'ятник Шевченку Т. Г., українському поету і художнику (ск. Я. Чайка, 1958, мармурова крихта)                                         |           | с. Бродки, у центрі села   | 535             | Рішення № 183, 05.05.1972        |
| 3  | Пам'ятник Шевченку Т.Г., українському поету і художнику (ск. С. Дзиндра, 1990, граніт)                                                  |           | с.Демня                    | 1609            | Розпорядження № 528, 19.07.1995  |
| 4  | Пам'ятник Шевченку Т.Г., українському поету і художнику (1914, пісковик)                                                                |           | с. Добряни, кладовище      | 1610            | Рішення № 249, 21.05.1991        |
| 5  | Пам'ятник Шевченку Т. Г., українському поету і художнику (ск. І. Николишин, 1936, камінь)                                               |           | с. Луб’яне, у центрі села  | 536             | Рішення № 183, 05.05.1972        |
| 6  | Пам'ятник Шевченку Т. Г., українському поету і художнику (ск. А. Величко, 1992, бронза, мармурова крихта)                               |           | м. Миколаїв, вул. Шевченка | 1611            | Розпорядження № 528, 19.07.1995  |
| 7  | Пам'ятник Шевченку Т. Г., українському поету і художнику (ск. В. Сколоздра, арх. Я. Микула, 1963, мармурова крихта)                     |           | с. Пісочна, вул. Шевченка  | 537             | Рішення № 183, 05.05.1972        |
| 8  | Пам'ятник Т. Г. Шевченку, українському поету і художнику (ск. В. Сколоздра, 1966, камінь, мармурова крихта)                             |           | с. Рудники, вул. Шкільна   | 538             | Рішення № 183, 05.05.1972        |
| 9  | Пам'ятник Т.Г. Шевченку, українському поету і художнику (ск. І. Самотос, 1989, мармурова крихта)                                        |           | с. Устя                    | 1612            | Розпорядження № 1039, 06.10.1997 |
| 10 | Пам'ятник Т. Г. Шевченку, українському поету і художнику (ск. Василь і Володимир Одрехівські, арх. В. Каменщик, 1997, мармурова крихта) |           | м. Новий Розділ            | 1613            | Розпорядження № 236, 11.03.2001  |

## Джерело
Перелік пам'яток Львівської області